# Prvenstvo Hrvatske u velikom rukometu
Prvenstva Hrvatske u velikom rukometu za muškarce su se održavala između 1945. i 1956. godine, bilo kao samostalna prvenstva ili kao kvalifikacije za jugoslavensko prvenstvo, ili kao niža liga jugoslavenskog prvenstva. Kako je ubrzo veliki rukomet zamijenjen rukometom, prvenstva se poslije nisu održavala.

## Prvaci i doprvaci Hrvatske
| godina    | prvak               | doprvak               |
| --------- | ------------------- | --------------------- |
| 1945.     | Metalac (Zagreb)    | Dinamo (Zagreb)       |
| 1946.     | Dinamo (Zagreb)     | Zagreb                |
| 1947.     | Dinamo (Zagreb)     | Zagreb                |
| 1948.     | Zagreb              | Proleter (Osijek)     |
| 1949.     | Dinamo (Zagreb)     | Zagreb                |
| 1950.     | Zagreb              | Dinamo (Zagreb)       |
| 1950./51. | Marjan (Split)      | Metalac (Rijeka)      |
| 1952.     | Zagreb              | Lokomotiva (Zagreb)   |
| 1953.     | Grafičar (Zagreb)   | Prvomajska (Zagreb)   |
| 1954.     | Zagreb              | Split                 |
| 1955.     | Grafičar (Zagreb)   | Zagreb                |
| 1956.     | Trešnjevka (Zagreb) | Elektrostroj (Zagreb) |

## Poveznice
- Veliki rukomet
- Prvenstvo Jugoslavije u velikom rukometu
- Popis hrvatskih rukometnih prvaka
- Hrvatska rukometna prvenstva
- Prvenstvo Hrvatske u velikom rukometu za žene